# Gary: A Sequel to Titus Andronicus
Gary: A Sequel to Titus Andronicus è un'opera teatrale del commediografo statunitense Taylor Mac, debuttata a Broadway nel 2019. Come suggerisce il titolo, la commedia comincia subito dopo la fine del Tito Andronico, la prima e più violenta delle tragedie di William Shakespeare.

## Trama
Nella Roma del quarto secolo dopo Cristo, gli spazzini Janice e Gary vengono assunti per ripulire le strade dalle migliaia di cadaveri che le affollano, vittime di una violenta guerra civile. I due fanno il loro lavoro con tutta la dignità di cui sono capaci e Gary, in particolare, è il più sensibile dei due e si lascia spesso andare a momenti di commozione in cui piange la rovina del mondo in un periodo storico che, come ricorda Janice, è passato dall'autarchia alla democrazia e poi di nuovo all'autarchia. A loro si unisce anche Carol, una levatrice costretta a tenere alta la testa da quando le è stata tagliata la gola. Mentre i tre proseguono con il loro sporco lavoro, Gary, Janice e Carol commentano la politica del loro tempo, in cui gli umili sono costretti a lottare e morire per le decisioni dei potenti e dei corrotti.

## Storia delle rappresentazioni e commento
Nel settembre 2018 fu annunciato il debutto di Gary a Broadway per la primavera successiva, con Nathan Lane nel ruolo eponimo e Andrea Martin nella parte di Janice. Durante le prove, tuttavia, Martin si ruppe quattro costole pochi giorni prima della prima rappresentazione e fu costretta ad abbandonare la produzione. Kristine Nielsen, ingaggiata per ricoprire la parte di Carol, fu quindi promossa al ruolo di Janice, mentre Julie White fu presa nel cast per interpretare Carol; per consentire alla due attrici di imparare le parti, il debutto della commedia fu posticipato dall'11 al 21 aprile 2019, dopo quarantacinque anteprime cominciate l'11 marzo. George C. Wolfe curava la regia, Santo Loquasto le scenografie ed Ann Roth i costumi. L'11 giugno fu annunciato che la produzione avrebbe chiuso il 16 giugno, dopo centodieci repliche in cartellone.
L'accoglienza è stata contrastante: se unanime furono le lodi per le interpretazioni del cast e, in particolare, di Julie White e Kristine Nielsen, il testo è stato oggetto di critiche per il suo senso dell'umorismo nero, la ripetitività. Altre testate invece, tra cui il New York Times lodarono la pièce per il suo uso di tecniche metateatrali, lo spirito parodico nei confronti di Shakespeare e del genere della tragedia di vendetta, gli echi beckettiani e la satira politica. La commedia è stata candidata a sette Tony Award, tra cui il premio alla migliore opera teatrale e due nomination al Tony Award alla migliore attrice non protagonista in un'opera teatrale per Nielsen e per White.